# タイヘイ
タイヘイ株式会社（英: Taihei Co.,Ltd）は、1880年（明治13年）に創業して以来、千葉県匝瑳市に本社を置き、昔ながらの醤油作りやカット野菜、レシピ付き食材の宅配事業などを手がける日本の企業である。「タイヘイファミリーセット」を全国展開するなど食材宅配サービスの代表的企業の一つとして知られる。

## 歴史
1695年（元禄8年）、黄檗宗の禅僧鉄牛道機の助力により下総国の椿海が干拓される。時を同じくして開墾されたばかりの新田であるこの地に、初代平左衛門が入植すると農業を営み始める。勤勉に働き倹約に努めた平左衛門は、土地を次第に集積していき地主としての地位と財を築く。平行して始めた酒造業がやがて本業となると、1878年（明治11年）に第11代平左衛門が跡を継ぐまで酒造りは200年近く続けられた。ところがまもなく、暖冬によって寒造りのもろみの腐敗現象が頻発したため、周辺の酒造業に甚大な被害が発生した。下総国のこのあたり一帯は酒造業だけでなく味噌、醤油など醸造業が盛んであったが、第11代平左衛門はこのとき、塩蔵の伴わない醸造業である酒造りをやめ、酒造設備をそのまま活かせる味噌・醤油の醸造に転換することを決意した。こうして1880年（明治13年）2月3日にタイヘイの原点となる平野屋本店を創業する
多岐にわたる領域・事業に取り組んでいる現在も、2棟の蔵に計116本の木桶が置かれ、伝統的醸造法で醤油を作り続けている。木桶で作られた昔風の醤油の人気は広がっているが、2005年から創業125周年記念行事の一環として、150年以上前より伝わる天然杉の大桶で1年かけて天然醸造された、醤油銘柄「平左衛門（へいざえもん）」を製造して限定販売している。
現在の事業の中核となったレシピ付き食材宅配事業｢ファミリーセット｣を1973年（昭和48年）に開始した。1984年頃までに食材宅配業者として売上高1850億円の企業に成長した。
1980年代に糖尿病患者に合わせた食事も提供し、宅配を行う業者の大手として認知されている。厚生労働省の「糖尿病食調整用組合わせ食品」の表示許可を複数メニューで取得していたが、2009年の制度見直しにより特別用途食品の表示が外され、消費者庁の「食事療法用宅配食品等栄養指針」に基づいて食品を提供する。

## 沿革
- 1880年（明治13年） - 老舗の酒造業から味噌・醤油の醸造業に転じて、平野屋本店を創業[1]。
- 1951年（昭和26年） - 太平醸造工業株式会社を設立し、法人組織となる。
- 1956年（昭和31年） - 社名を太平醤油株式会社と改称する。
- 1962年（昭和37年） - 太平栄養研究所を創設し、業務用食材供給システム｢クッキング・デポ｣の開発・販売を手掛ける。
- 1968年（昭和43年） - 事業の多角化にともない、社名をタイヘイ株式会社と改称する。
- 1972年（昭和47年） - 食材事業部門において、一般家庭を対象にした｢ファミリーセット｣の企画を開始する。
- 1973年（昭和48年） - 社運をかけたプロジェクトとして、｢ファミリーセット｣の普及・販売に取り組む。
- 1974年（昭和49年） - 全国規模で｢ファミリーセット｣の展開を開始。
- 1978年（昭和53年） - テレビCMなどで｢ファミリーセット｣の宣伝を大々的にはじめる。
- 1979年（昭和54年） - 同年度までに、営業所53ヶ所、出張所298か所を開設し、ほぼ全国的な営業拠点網を完成させる。
- 1982年（昭和57年） - 顧客管理システムによる会員制の導入で、新たにキャッシングなどのサービス事業をはじめる。
- 1986年（昭和61年） - 巨大化したグループの集中処理の実現に向けて、全グループのオンラインシステム化を開始する。
- 1987年（昭和62年） - 用途に応じたサイズの野菜を宅配するカット野菜事業を開始する。
- 1991年（平成3年） - 無店舗販売による眼鏡販売事業を開始する。
- 1993年（平成5年） - 食材事業部、BEST事業部、信販事業部の3事業部制となる。
- 1999年（平成11年） - カット野菜部をフレッシュデリカ部に改称。
- 2000年（平成12年） - BEST事業部調味料工場が完成する。
- 2002年（平成14年） - BEST事業部を食品事業部と改称、4事業部制となる。
- 2005年（平成17年） - フード事業部を新設し、5事業部制となる。
- 2007年（平成19年） - 印刷事業部を新設し、6事業部制となる

## タイヘイファミリーセット
- プレミアムサービス - レシピ付きの半調理済み食材（調理キット）やチルド弁当、惣菜などを、月曜日から土曜日まで連日自社便で配送する。関東地方限定。
- いいものお届け隊 - 調理キットや調理済みの惣菜などを提供する点は、プレミアムサービスとほぼ同じである。クール便にて全国発送。

## 事業内容
一般向け
- 食材・調味料 - 「ファミリーセット」「ヘルシーチルド」などの食材や調味料の宅配。

法人向け
- 食品事業 - 醤油をメインに麺つゆ、ドレッシング、ソースなどの液体調味料の製造・販売。
- 食材事業 - 「クッキングデポ」と「ファミリーセット」を展開。
- フード事業 - 食肉・魚介類などの生鮮食品の仕入れ、国内外の工場での加工。
- フレッシュデリカ事業 - 流通・外食業界のニーズに対応した「カット野菜」「キット商品」の提供。
- 印刷事業 - 広告・印刷分野で多種多様な事業を展開。
- 信販事業 - ショッピングクレジット（フリーローンの受付は現在中止[18]）、不動産担保融資等の金融サービス。貸金業登録番号は関東財務局長（11）第00298号。

## 関連会社
- 近代映画社 - 2015年10月1日、同社の出版事業を引き継いだタイヘイグループが新「近代映画社」として発足した[19][20]。
- ジャパンプリント - 子会社で印刷・出版業を営む。元はダイエー系列[21]。福岡ソフトバンクホークスの球団誌「月刊ホークス」の編集・発行も行う[22]。
- 東洋紙業 - 子会社で印刷業を営む。みどり会に加盟しており三和グループに属する[23]。